# Tokorozawa
Tokorozawa (jap. 所沢市 Tokorozawa-shi) – miasto w Japonii, na wyspie Honsiu, w prefekturze Saitama. Ma powierzchnię 72,11 km². W 2020 r. mieszkało w nim 342 535 osób, w 152 555 gospodarstwach domowych  (w 2010 r. 341 900 osób, w 141 286 gospodarstwach domowych).

## Położenie
Miasto  leży w południowo-wschodniej  części prefektury, graniczy z miastami:
- Niiza
- Iruma
- Kawagoe
- Sayama
- Kiyose
- Musashimurayama
- Higashimurayama
- Higashiyamato

## Przemysł
Miasto stanowi ważny oośrodek handlu. W Tokorozawie rozwinął się przemysł włókienniczy.